# Jan Kadúch
Jan Kadúch (* 6. Juni 1992) ist ein ehemaliger tschechischer Bahn- und Straßenradrennfahrer.

## Sportlicher Werdegang
Kadúch wurde 2009 in Bánovce nad Bebravou tschechischer Meister im Einzelzeitfahren der Juniorenklasse. Im nächsten Jahr belegte er bei den nationalen Meisterschaft in Holíč den zweiten Platz hinter dem Sieger Daniel Turek. Außerdem wurde er 2010 Dritter bei der ersten Etappe der Juniorenaustragung der Friedensfahrt.
Von 2011 bis 2013 fuhr Kadúch auf der Straße für das tschechische Continental Team ASC Dukla Praha, blieb aber international ohne nennenswerte Ergebnisse. Seinen größten internationalen Erfolg erzielte er 2012 auf der Bahn, als er U23-Europameister im Scratch wurde. National wurde er zweimal Meister mit dem Team in der Mannschaftsverfolgung.
Zur Saison 2024 wechselte Kadúch zum Team Bauknecht-Author. Nachdem er auch dort keine vorderen Platzierungen einfahren konnte, beendete er nach der Saison 2014 im Alter von 22 Jahren seine Karriere als Radrennfahrer.

## Erfolge – Straße
2009
- Tschechischer Meister – Einzelzeitfahren (Junioren)

## Erfolge – Bahn
2012
- U23-Europameister – Scratch
- Tschechischer Meister – Mannschaftsverfolgung mit (Roman Fürst, Ondřej Rybin und Ondřej Vendolský)

2013
- Tschechischer Meister – Mannschaftsverfolgung mit (Ondřej Rybin, František Sisr und Ondřej Vendolský)